# Locomotive Act

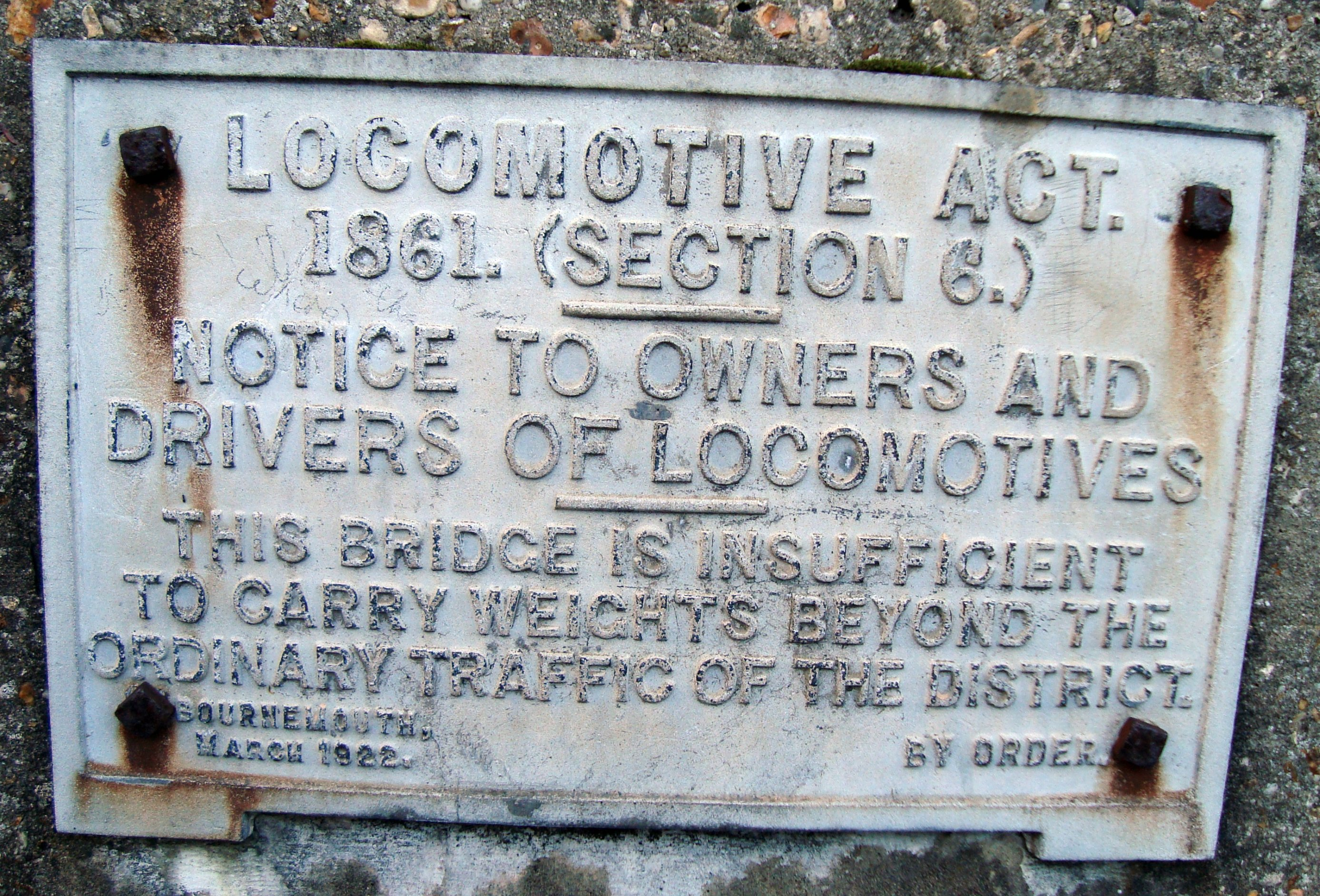
Placa de un puente inglés en la que se menciona la Locomotive Act de 1861

El término Locomotive Act (en español, Ley de Locomotores, también conocida como Ley de la Bandera Roja) hace referencia a una ley introducida por el Parlamento del Reino Unido en 1865, estableciendo una serie de medidas de seguridad para controlar el uso de vehículos de motor en las carreteras públicas de Gran Bretaña durante la segunda mitad del siglo XIX.

## Escenario social
El periodista y escritor del motor L. J. K. Setright afirma que esta Ley pretendía  impedir el desarrollo del automóvil en el Reino Unido porque el gobierno tenía intereses económicos vinculados con la difusión del transporte ferroviario.

## Legislación

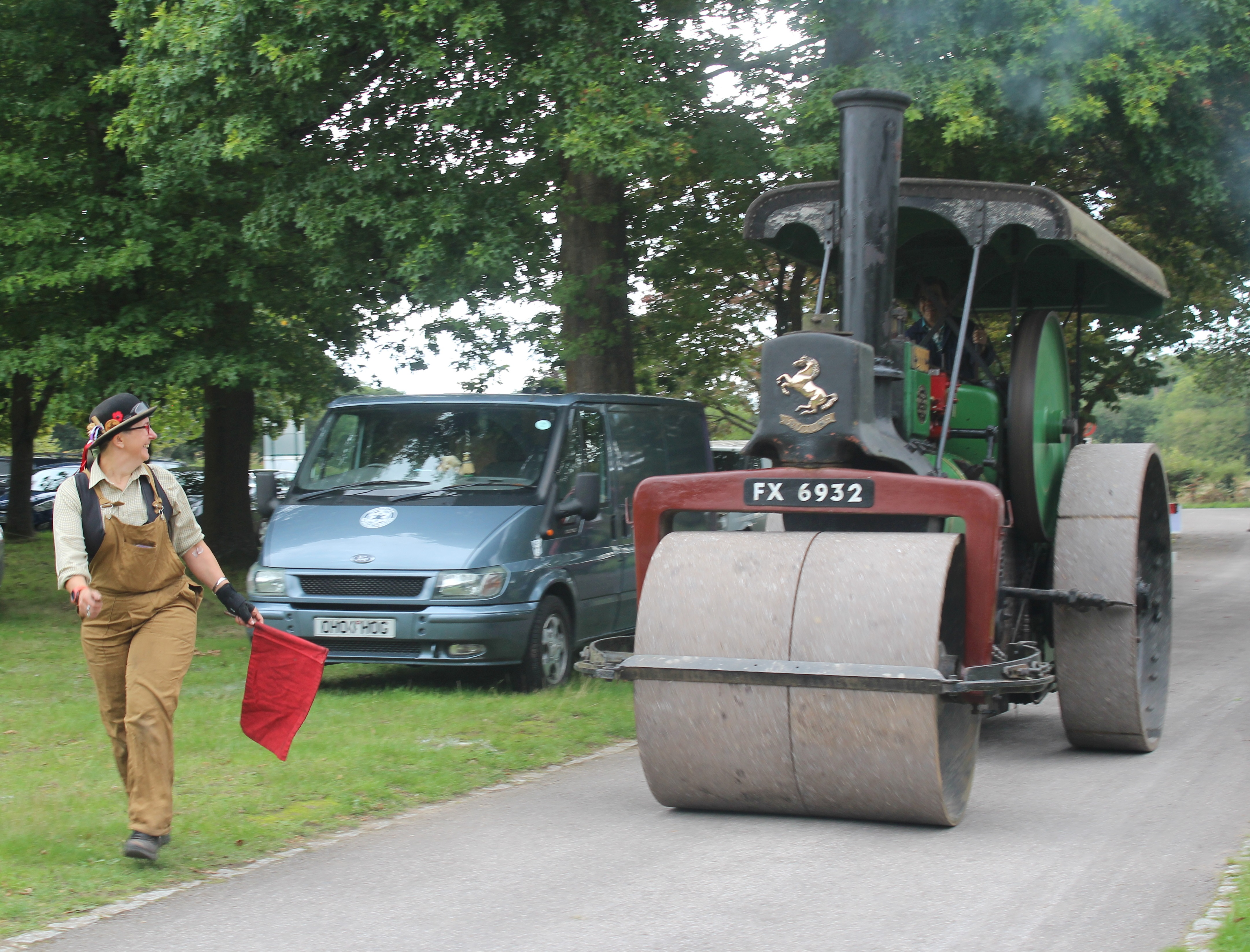
Apisonadora precedida por una bandera roja (Rural Life Centre, Tilford, Surrey.

- La Ley de Locomotores de 1861 imponía una serie de limitaciones a los vehículos motorizados capaces de circular por carretera:
  - Peso máximo de los vehículos de 12 toneladas.
  - Imponía un límite de velocidad (el primero en la historia) de 10 millas por hora (16 km/h) en campo abierto y de 5 mph (8 km/h) en ciudad.

- La Ley de Locomotores de 1865 (también conocida como la Ley de la Bandera Roja) establecía que:
  - Se ajustaba el límite de velocidad a 4 mph (6 km/h) en el medio rural y a 2 mph (3 km/h) en ciudad.
  - Cada automóvil tenía que ser acompañado por un grupo de tres personas: un conductor, un fogonero y un hombre con una bandera de color rojo (de ahí el nombre de Ley de la Bandera Roja) que tenía que caminar 60 yardas (55 metros) por delante. El hombre con la bandera roja (o, alternativamente, con un farol) obligaba a los vehículos a mantener el ritmo del paso de hombre (que es precisamente 6 km/h) y tenía la tarea de alertar a los que fueran montados a caballo del paso del vehículo de motor.
- La Ley de Locomotores de Carretera (Enmienda) de 1878 contemplaba que:
  - La bandera roja fue eliminada.
  - La distancia entre el vehículo y el miembro del grupo de tres personas que lo precedía a pie se redujo a 20 yardas (18 metros).
  - El vehículo estaba obligado a detenerse a la vista de un caballo.
  - Estaba prohibido que los vehículos desprendieran humo o vapor para evitar asustar a los caballos.[2]

## Ley de Emancipación
Bajo la presión de los entusiastas de los coches de motor, incluyendo a Harry John Lawson, el Gobierno del Reino Unido introdujo la Ley de Locomotores de Carretera de 1896, que se hizo famosa con el nombre de Ley de Emancipación. En esta ley se definió una nueva categoría de vehículos llamados locomotores ligeros, que incluía los vehículos que tenían un peso en vacío de menos de 3 toneladas. Estos vehículos no estaban sujetos a la ley del grupo de tres personas y su límite de velocidad se elevó a 14 mph (22 km/h). Para conmemorar la Ley de Emancipación, Lawson organizó la primera carrera de la historia del automovilismo entre Londres y Brighton en 1896, carrera que desde 1927 se repite cada año,  a excepción del período de la Segunda Guerra Mundial.
La flexibilización de estas restricciones supuso un importante impulso para el inicio de la industria automotriz en Gran Bretaña.